# 塔布拉鼓
塔布拉鼓是一件膜鳴樂器和敲擊樂器，常用於印度古典音樂 以及印度、巴基斯坦、阿富汗、尼泊爾、孟加拉、斯里蘭卡以至印度尼西亞的傳統音樂。塔布拉為一對鼓，右手打較高音的鼓，稱為達顏（Dayan），或稱為塔布拉。左手打較低音的鼓，稱為巴顏（Bayan）。以手掌或手指擊奏，擊奏鼓心和鼓邊，不同的擊法會有不同音高。例如以左手掌的根部按壓鼓面，並向前滑動，可以改變鼓膜的壓力和音高。
塔布拉常常在北印度古典音樂中伴奏，演奏者以鼓點（bol）組成節奏型（theka），並在一個不斷循環的阿凡坦（avartan）的基礎上即興演出各種複奏的節奏。